# スティーブ・クリスチャン
スティーブ・レイモンド・クリスチャン（Steve Raymond Christian、1951年6月26日 - ）は、1999年12月7日から2004年10月30日まで英領ピトケアン諸島の島司を務めた人物である。2004年10月時点で人口47人という世界最小規模の自治体の首長であった。
いわゆるバウンティ号の反乱事件の首謀者であるフレッチャー・クリスチャンの直系の子孫でもある。
息子のショーン・クリスチャンは2014年からピトケアン諸島の島司を務めている。

## 経歴
- 1985年 - ピトケアン諸島議会の議長に就任
- 1999年12月7日 - ピトケアン諸島の最初の島司に選ばれる。
- 2004年10月4日 - ピトケアン最高裁判所（ニュージーランドから派遣された裁判官）により6人の仲間と共に強姦と児童性的虐待の容疑で裁判にかけられる。
- 2004年10月24日 - 5件の強姦と4件の強制猥褻行為の罪により有罪判決を受ける。
- 2004年10月30日 - 島司職の自発的辞任を拒否したために正式に罷免される。
- 2005年現在、刑務所にて服役中